# Ronde van Frankrijk 2020/Derde etappe
De derde etappe van de Ronde van Frankrijk 2020 werd verreden op 31 augustus met start in Nice en finish in Sisteron. 
| Nice – Sisteron (198,0 km) |                   |                          |          |
| Plaats                     | Naam              | Ploeg                    | Tijd     |
| 1                          | Caleb Ewan        | Lotto Soudal             | 5u17'42" |
| 2                          | Sam Bennett       | Deceuninck–Quick-Step    | z.t.     |
| 3                          | Giacomo Nizzolo   | NTT Pro Cycling          | z.t.     |
| 4                          | Hugo Hofstetter   | Israel Start-Up Nation   | z.t.     |
| 5                          | Peter Sagan       | BORA-hansgrohe           | z.t.     |
| 6                          | Edward Theuns     | Trek-Segafredo           | z.t.     |
| 7                          | Cees Bol          | Team Sunweb              | z.t.     |
| 8                          | Matteo Trentin    | CCC Team                 | z.t.     |
| 9                          | Bryan Coquard     | B&B Hotels-Vital Concept | z.t.     |
| 10                         | Niccolò Bonifazio | Total Direct Energie     | z.t.     |

| Algemeen klassement |                    |                       |          |
| Plaats              | Naam               | Ploeg                 | Tijd     |
| Gele trui           | Julian Alaphilippe | Deceuninck–Quick-Step | 8u41'35" |
| 2                   | Adam Yates         | Mitchelton-Scott      | + 4"     |
| 3                   | Marc Hirschi       | Team Sunweb           | + 7"     |
| 4                   | Tadej Pogačar      | UAE Team Emirates     | + 17"    |
| 5                   | Davide Formolo     | UAE Team Emirates     | z.t.     |
| 6                   | Egan Bernal        | Team INEOS Grenadiers | z.t.     |
| 7                   | Tom Dumoulin       | Team Jumbo-Visma      | z.t.     |
| 8                   | Sergio Higuita     | EF Education First    | z.t.     |
| 9                   | Guillaume Martin   | Cofidis               | z.t.     |
| 10                  | Esteban Chaves     | Mitchelton-Scott      | z.t.     |
|                     |                    |                       |          |
| 12                  | Greg Van Avermaet  | CCC Team              | z.t.     |

## Opgaven
- Anthony Perez (Cofidis), botste tegen de ploegleiderswagen op na een lekke band en liep een sleutelbeenbreuk op

1e etappe ·
2e etappe ·
3e etappe ·
4e etappe ·
5e etappe ·
6e etappe ·
7e etappe ·
8e etappe ·
9e etappe ·
10e etappe ·
11e etappe ·
12e etappe ·
13e etappe ·
14e etappe ·
15e etappe ·
16e etappe ·
17e etappe ·
18e etappe ·
19e etappe ·
20e etappe ·
21e etappe
Startlijst · Eindstanden · Afbeeldingen